# KDM3A
KDM3A‏ (ليسين ديميثيليز 3A) هوَ بروتين يُشَفر بواسطة جين KDM3A في الإنسان. يُعرف هذا البروتين بكونه إنزيم نازع للميثيل من الهستون، ويلعب دورًا حاسمًا في تنظيم التعبير الجيني وعدد من العمليات الخلوية الحيوية.

## الوظيفة
يعمل بروتين KDM3A كجزء من عائلة كبيرة من الإنزيمات التي تُعرف باسم إنزيمات نزع الميثيل للهستون (Histone Demethylases). وظيفته الأساسية هي إزالة مجموعات الميثيل من حمض الليسين الأميني في هستون H3، وتحديداً من الليزين أحادي الميثيل (H3K9me1) والليزين ثنائي الميثيل (H3K9me2) في الموضع 9 من ذيل بروتينات الهستون. تُعتبر هذه العملية حاسمة في تنظيم بنية الكروماتين والتعبير الجيني.
عندما يقوم KDM3A بإزالة الميثيل من H3K9me1/2، فإنه يؤدي إلى فك الكروماتين في مناطق معينة من الدنا (DNA)، مما يجعل هذه المناطق أكثر سهولة للوصول إليها بواسطة عوامل النسخ والآليات الجينية الأخرى. هذا يؤدي بدوره إلى تنشيط النسخ الجيني لهذه المناطق.
بالإضافة إلى دوره في تنظيم النسخ، يُعتقد أن KDM3A يشارك في عمليات خلوية أخرى مثل:
الاستجابة الخلوية للإجهاد: يلعب دورًا في استجابة الخلية لظروف مثل نقص الأكسجة (hypoxia)، حيث يمكن أن يتم تنظيمه بواسطة HIF-1 (Hypoxia-Inducible Factor 1).
التطور الخلوي والتمايز: يُشير البحث إلى تورطه في مسارات التطور الطبيعي للخلايا.
تنظيم دورة الخلية: قد يؤثر على تقدم الخلية عبر دورة الخلية.
إصلاح الدنا: هناك دلائل تشير إلى مشاركته في آليات إصلاح التلف الذي يلحق بالحمض النووي.

## الأهمية السريرية
نظرًا لدوره المحوري في تنظيم التعبير الجيني والعمليات الخلوية، يرتبط الخلل في وظيفة أو تنظيم جين KDM3A بعدد من الحالات المرضية، أبرزها:
السرطان:
يُلاحظ التعبير المفرط لـ KDM3A في أنواع مختلفة من السرطانات، مثل سرطان الثدي، سرطان الرئة، وسرطان المبيض.
يمكن أن يعزز التعبير المفرط لـ KDM3A تكاثر الخلايا السرطانية، وانتشارها، وغزوها للأنسجة المجاورة.
يُعد KDM3A هدفًا محتملاً لتطوير علاجات السرطان الجديدة، حيث يمكن أن يؤدي استهداف نشاطه إلى تثبيط نمو الأورام.
المتلازمات الجينية واضطرابات النمو العصبي:
تشير بعض الدراسات إلى أن الطفرات أو التغيرات في KDM3A قد تكون مرتبطة ببعض المتلازمات الوراثية التي تؤثر على النمو العصبي والتطور المعرفي.
أُشير إلى وجود ارتباط بين KDM3A وحالات مثل التخلف العقلي ومتلازمات الإعاقة الذهنية.
أمراض القلب والأوعية الدموية:
تُشير بعض الأبحاث إلى أن KDM3A قد يلعب دورًا في تطور أمراض القلب، من خلال تأثيره على تنظيم الجينات المرتبطة بوظيفة القلب.
داء السكري:
قد يكون له دور في تنظيم استقلاب الجلوكوز وتطور مرض السكري، على الرغم من أن هذا المجال لا يزال قيد الدراسة.
بشكل عام، يُعتبر KDM3A نقطة اهتمام بحثي مهمة لفهم آليات الأمراض وتطوير استراتيجيات علاجية جديدة تستهدف تنظيم الهيستون.